# Patriotyzm (album Lecha Makowieckiego)
Patriotyzm – druga solowa płyta polskiego wokalisty, muzyka i kompozytora związanego z nurtem poezji śpiewanej Lecha Makowieckiego.

## Lista utworów
1. „Patriotyzm” (3’25”) sł. muz. Lech Makowiecki
2. „Miłość... Życie... Człowiek...” (2’45”) sł. muz. Lech Makowiecki
3. „Wołyń 1943” (3’43”) sł. muz. Lech Makowiecki
4. „Wolny Najmita” (4’17”) sł. muz. Paweł Kasperczyk
5. „Szachy” (3’12”)  sł. muz. Lech Makowiecki
6. „Gęby za lud krzyczące” (2’45”) sł. Adam Mickiewicz, muz Lech Makowiecki
7. „Polały się łzy...” (2’48”) sł. Adam Mickiewicz, muz. Lech Makowiecki
8. „Błogosławiony płynie czas” (requiem smoleńskie) (4’06”) sł. muz. Lech Makowiecki
9. „Tak długo, jak...” (3’18”) sł. muz. Lech Makowiecki
10. „Ostatni Zayazd” (4’32”) sł. muz. Lech Makowiecki
11. „Dziki i Swobodny” (4’31”) sł. muz. Lech Makowiecki (bonus)

## Źródła
- Dyskografia. zayazd.pl. [dostęp 2016-06-25].